# تادئوش روژه‌ویچ
تادئوش روژه‌ویچ (انگلیسی: Tadeusz Różewicz؛ ۹ اکتبر ۱۹۲۱ – ۲۴ آوریل ۲۰۱۴) یک نویسنده، شاعرو نمایش‌نامه‌نویس اهل لهستان بود.

## زندگی‌نامه
تادئوش روژه‌ویچ، شاعر، رماننویس، نمایشنامه‌نویس و فیلمنامه‌نویس معاصر لهستانی در سال ۱۹۲۱ در شهر رادومسک به دنیا آمد و در ۲۴ آوریل ۲۰۱۴ درگذشت. روژه‌ویچ در کشور خود با ۲۰ عنوان کتاب شعر منتشر شده، بیشتر به عنوان یک شاعر معروف است تا نمایشنامه‌نویس. وی بارها نیز از سوی آکادمی سوئد به عنوان کاندیدای دریافت جایزه نوبل ادبیات معرفی شد.

## کتابشناسی
- «شهادت یا یک کم آسایشی که داریم» (نمایش‌نامه)
- «فهرست» (نمایش‌نامه)
- «دام» (نمایش‌نامه)

## کتابشناسی به فارسی
از این نویسنده تاکنون نمایشنامه‌هایی چون «پیرمرد مضحک» با ترجمه مشترک آربی اُوانسیان و صدرالدین زاهد، «شهادت، یا یک کم آسایشی که داریم/فهرست»، «فهرست» و «دام» هر سه با ترجمهٔ محمدرضا خاکی، به فارسی ترجمه و منتشر شده است.